# Pseudocsikia
Pseudocsikia là một chi bọ cánh cứng trong họ 
Elateridae.
Chi này được miêu tả khoa học năm 1991 bởi Schimmel & Platia.

## Các loài
Các loài trong chi này gồm:
- Pseudocsikia formosana (Ôhira, 1972)
- Pseudocsikia gaoligongshana Schimmel, 1996
- Pseudocsikia laticollis Schimmel & Platia, 1991
- Pseudocsikia phongsalyana Schimmel, 2006
- Pseudocsikia rustica Schimmel & Platia, 1991
- Pseudocsikia turnai Schimmel, 2006